# 天生一對 (2012年電影)
《新天生一對》是一部2012年上映、台灣與中國大陸合拍的都市劇情片，由星美（北京）影業有限公司、柏合麗影業股份有限公司、安徽廣播電視台等出品，星美影業和光線影業發行，並由台灣著名導演朱延平執導，周渝民、溫玄燁（小小彬）領銜主演。片名雖取自1984年由朱延平執導、著名喜劇影星許不了和溫兆宇（小彬彬，為小小彬之父）主演的電影《天生一對》，且同為親子題材，但兩者在劇情和人物上並無關聯。影片講述了男主人公因事業失敗一蹶不振多年後，其離家的妻子有一天突然回來，並帶回兩人的兒子託付其代為照顧，在長時間的相處過程中，父子兩人的關係從一開始的陌生抗拒逐漸變為相互依存，男主人公亦藉此重拾生活和事業的信心。
本片於2011年5月30日在台灣新北市平溪區的菁桐車站開拍，先後輾轉墾丁、龍潭鄉TIS賽車場等地取景拍攝，同年7月下旬在台北殺青。2012年1月20日，影片在台灣正式公映，同年1月23日在中國大陸上映。

## 劇情簡介
一覺醒來，忽然天降六歲大的兒子，你該怎麼辦？
阿B（周渝民飾）原是叱吒賽車場的賽車手，卻因為一次意外，讓他失去所有，女友也離他而去，他的人生變得只剩下酒精和賭博來麻醉自己。他一直要尋回逃家的女友，以為這樣才能夠重新開始，完全無視他鄰居馬妞（Ella飾）對他的愛慕。馬妞無怨無悔的甘願守在阿B身邊照顧他，愛在心裡卻不能公開，只期望有一天阿B可以重新振作。
某天，失蹤多年的女友家蔚（楊幂飾）突然回來了，可是也多了一個據稱是阿B兒子的小孩彬彬（小小彬飾），要阿B代為照顧...
突如其來的人生逆轉，讓自我放棄的浪子變成新手奶爸，父子從陌生、抗拒到瞭解到難以割捨，冰封的男人心終於學會付出和愛，讓生命重燃起新的希望。可是這時家蔚又出現了，她要阿B死心，並要帶走彬彬。 阿B決定從哪裡跌倒就從哪裡爬起來，他決心要重回比賽，重奪冠軍來追回女友。 但，這一切都太遲了。

## 演員陣容

### 主要角色
| 演員姓名          | 片中角色       | 介紹 |
| ----------------- | -------------- | --- |
| 周渝民            | 陳翰賓 （阿B） | 阿B曾是意氣風發的賽車手（重型機車-冠軍車手）。六年前因一場意外落敗（為了幫雷叔還賭債而刻意摔車），從此意志消沉，靠賭博和酒精過日，對暗戀他多時的鄰居馬妞也不為所動。某日離開他六年的妻子突然帶著五歲的兒子回來，他頹廢多日的生活終於重新燃起一線希望。                                                                            |
| Ella              | 馬妞           | 阿B的鄰居，與妹妹（莎莎）在海邊大樹下開了一家咖啡餐廳，平常和妹妹相依為命，她個性樂觀活潑，樂於助人。她暗戀阿B多時，甘心為他洗衣打掃燒飯，然而因她講話大剌剌，平日也不打扮，像男人婆般，阿B始終只把她當哥兒們。她的深情最後終於能打動阿B嗎？......                                                                                |
| 小小彬            | 彬彬           | 阿B跟方家蔚的兒子（6歲），一生下來就由母親單獨撫養，他只知道父親（阿B）是名賽車手，卻從未見過他。某天母親把彬彬帶到一個名叫阿B的男人家托管，彬彬慢慢喜歡上了這個有鬍渣、外表邋遢的男人。彬彬體貼細心，逐漸融化阿B冰冷的心，兩人漸漸發展出不可分離的父子情，但當彬彬知道阿B真是他父親時會有什麼反應呢？.....（在片中把老鼠當寵物） |
| 楊冪              | 方家蔚         | 阿B的前妻，因阿B自暴自棄後離他而去，卻不知當時自己已懷有身孕。六年後，她因打算再嫁因此將兒子彬彬帶給阿B照顧。和彬彬有賺人熱淚的精采對手戲（片中最後改嫁至美國）。 |
| 丁莎莎 （失控妹） | 莎莎           | 馬妞的妹妹。個性活潑外向、古靈精怪，偶爾會失控大哭，喜歡彬彬，最大的夢想是和彬彬成為小情侶。 |

### 其他角色
| 演員姓名 | 片中角色 | 介紹                                                                                                |
| -------- | -------- | --------------------------------------------------------------------------------------------------- |
| 陳楚生   | 尊尼     | 阿B的賽車朋友，實力與阿B不相上下。阿B退出比賽之後，不忍見阿B頹廢自棄，故意用激將法刺激阿B復出比賽。 |
| 陶澤如   | 雷叔     | 阿B的賽車教練兼酒BAR的老闆。在六年前的賽車比賽中故意要阿B摔車，誰知阿B從此後卻意志消沉一蹶不振。    |
| 徐若瑄   | 阿荔     | 與豬哥亮合演一對父女（在片中刻意扮醜是阿B的Fan）                                                    |
| 豬哥亮   | 荔父     | 與徐若瑄合演一對父女                                                                                |
| 唐從聖   | 鐵支     | 阿B的債主                                                                                           |
| 小甜甜   | （客串） | 夜归女子                                                                                            |
|          | （客串） | 警察                                                                                                |

## 歌曲
| 曲別     | 歌曲名稱   | 作詞   | 作曲                           | 演唱者 | 備註                                                 |
| 主題曲   | 還過得去   | 林夕   | 江志仁（C. Y. Kong）+Davy Chan | 楊冪   | 收錄於專輯《親冪關係Close to Me》中，於2012年1月發行 |
| 插曲     | 爱那么自然 | 陳楚生 | 陳楚生                         | 陳楚生 | 收錄於專輯《癮》中，於2011年10月發行                 |
| 背景歌曲 | 寧夏       | 李正帆 | 李正帆                         | 梁靜茹 | 收錄於專輯《燕尾蝶》中，於2004年9月發行              |

## 幕後團隊簡介
- 主創人物：楊登魁、王偉忠、朱延平、邱瓈寬、張蘇洲等6人
- 導演：朱延平
- 總監製：邱瓈寬
- 監製：彭幼芳、楊宗憲
- 編劇：簡士耕、劉書樺、古書榕
- 攝影指導：潘耀明
- 燈光指導：汪鏸全
- 美術指導：劉敏雄
- 服裝指導：杜佩勳
- 剪輯：陳博文
- 配樂：趙增熹、張人傑
- 音效：杜篤之

### 外景拍攝
- 墾丁
- 台北
- 桃園縣龍潭鄉賽車場
- 以上資料來源[11]

## 票房
台灣方面共計3800萬元新台幣票房。
在中國大陸上映後，首週七天票房為3100萬元，至2月19日累計5031萬元，最終票房為5262萬元人民幣。

## 相關資料
1. ↑  . 新浪娱乐. 2012-01-25  [2014-09-08]. （原始内容存档于2014-09-08）.
2. ↑  . 壹凸新聞. 2011-05-02  [2014-09-08]. （原始内容存档于2014-09-08）.
3. ↑  . 自由時報. 2011-12-07  [2014-09-07]. （原始内容存档于2014-09-07）.
4. 1 2  . 2012-03-05.
5. ↑  . 广电总局官网. 2012-04-13  [2014-09-07]. （原始内容存档于2014-04-19）.
6. ↑  . 网易娱乐. 2011-08-04  [2014-09-08]. （原始内容存档于2014-09-08）.
7. ↑  . 2011-05-30.
8. ↑  . 蘋果日報. 2011-06-04  [2014-09-07]. （原始内容存档于2014-09-07）.
9. ↑  . 天天新报. 2011-08-05  [2013-10-20]. （原始内容存档于2013-10-21）.
10. ↑  . 新浪娱乐. 2012-01-23  [2014-09-07]. （原始内容存档于2014-09-07）.
11. ↑  .   [2011-12-14]. （原始内容存档于2011-11-12）.
12. ↑  . 2012-01-31  [2013年12月12日]. （原始内容存档于2013年12月12日）.
13. ↑  . 2012-02-21  [2013年12月12日]. （原始内容存档于2013年12月12日）.

## 外部連結
- Yahoo奇摩電影上《天生一對》的資料（繁體中文）
- MSN娛樂上《天生一對》的資料（繁體中文）

- 開眼電影網上《天生一對》的資料（繁體中文）
- 豆瓣电影上《天生一對》的資料 （简体中文）
- 时光网上《天生一對》的資料（简体中文）
- AllMovie上《天生一對》的资料（英文）
- 香港影庫上《天生一對》的資料（繁體中文）
- 互联网电影数据库（IMDb）上《天生一對》的资料（英文）
- 台灣電影網上《天生一對》的資料（繁體中文）